# Апсаті
Апсаті (Авсаті) — в  грузинській  міфології (у  сванів) — чоловіче божество полювання, покровитель і пастух диких рогатих тварин і птахів. За своїми функціями близький богині  Далі. Мабуть, Апсаті потіснив її в пантеоні богів з утвердженням у Сванетії патріархату. Згідно з окремим варіантом міфу, Апсаті — чоловік Далі або її син. Апсаті близький карачаївському Апсати, осетинському — Афсаті та ін.